# Bayern-Rundfahrt 2012
Die 33. Bayern-Rundfahrt fand vom 23. bis zum 27. Mai 2012 statt. Das Rennen wurde in fünf Etappen, darunter ein Einzelzeitfahren, über eine Distanz von 801,90 Kilometern ausgetragen. Es gehörte zur UCI Europe Tour 2012 und war dort in die Kategorie 2.HC eingestuft.
Gesamtsieger wurde der Australier Michael Rogers vom Team Sky ProCycling.

## Teams
19 Teams wurden zur Teilnahme an der Bayern-Rundfahrt eingeladen: neun UCI ProTeams, fünf UCI Professional Continental Teams and fünf UCI Continental Teams.
| UCI ProTeams - Team Saxo Bank - RadioShack-Nissan - Team Sky ProCycling - Euskaltel-Euskadi - Lampre-ISD - Team Katusha - FDJ-BigMat - Garmin-Barracuda - Orica GreenEdge | UCI Professional Continental Teams - Argos-Shimano - Topsport Vlaanderen-Mercator - Team Europcar - Team NetApp - Saur-Sojasun | UCI Continental Teams - Team Eddy Merckx-Indeland - Team Heizomat - Team Nutrixxion Sparkasse - Team NSP-Ghost - Thüringer Energie Team |

## Etappen
Bei der 1. Etappe von Traunstein nach Penzberg über 215,7 Kilometer am 23. Mai gewann Sprinter Alessandro Petacchi vom Team Lampre-ISD vor Allan Davis (Orica GreenEdge) und dem Weißrussen Jauheni Hutarowitsch (FDJ-Big Mat). Bester Deutscher wurde John Degenkolb (Argos-Shimano) auf Platz 4.
Die 2. Etappe von Penzberg nach Kempten über 195,6 Kilometer am 24. Mai 2012 gewann Michael Rogers nach 4:43,48 Stunden im Finale einer fünfköpfigen Spitzengruppe als bester Sprinter vor Vladimir Gusev vom russischen Team Katusha und dem Franzosen Jérôme Coppel (Saur-Sojasun). 23 Sekunden hinter den Ausreißern führte Alessandro Petacchi (Lampre-ISD) das Feld über die Ziellinie.
Bei der 3. Etappe von Kempten nach Treuchtlingen über 196,4 Kilometer am 25. Mai 2012 siegte Alessandro Petacchi zum zweiten Mal. Platz zwei ging an den Weißrussen Jauheni Hutarowitsch (FDJ-Big Mat), Dritter wurde Lokalmatador John Degenkolb (Argos-Shimano).
Die 4. Etappe am 26. Mai war das Zeitfahren über 26,4 Kilometer in Feuchtwangen. Es siegte der Australier Michael Rogers mit einer Zeit von 31:14 Sekunden vor seinem Landsmann und Teamkollegen Richie Porte (31:19 Min) und dem Franzosen Jérôme Coppel vom Team Saur-Sojasun (31:30 Min.)
Die Schlussetappe von Feuchtwangen nach Bamberg über 167,8 Kilometer am 27. Mai 2012 gewann Alessandro Petacchi im Massensprint vor Allan Davis (Orica GreenEdge) und André Schulze (Team NetApp).

## Gesamtwertung
Gewinner der Gesamtwertung wurde der Australier Michael Rogers von der Mannschaft Sky ProCycling vor dem Franzosen Jérôme Coppel (Saur-Sojasun) und Vladimir Gusev vom russischen Team Katusha. Der Deutsche Steffen Radochla (NSP-Ghost) gewann die Bergwertung, Alessandro Petacchi (Lampre ISD) die Sprintwertung und Tony Gallopin (RadioShack-Nissan) die Nachwuchswertung. Bester deutscher Fahrer im Gesamtklassement war als Siebter Christian Knees vom Team Sky ProCycling. Sieger der Teamwertung war die britische Mannschaft Sky ProCycling.